# Wilhelm Brunkhorst
Wilhelm Brunkhorst (* 17. April 1936 in Sittensen; † 30. Juli 2007 ebenda) war ein deutscher Schneidermeister und Politiker (CDU).

## Leben
Wilhelm Brunkhorst war Schneidermeister. 1962 trat er der CDU bei und war bis 1972 Mitglied der Jungen Union. Bei letzterer war er vier Jahre lang Kreisvorsitzender und danach Bezirksvorsitzender im Regierungsbezirk Stade. 1964 wurde er Ratsmitglied, 1972 bis 1990 Bürgermeister von Sittensen. Brunkhorst war von 1970 bis 1994 Mitglied des Niedersächsischen Landtages. Von 1976 bis 1977 war Brunkhorst zudem Landrat des Landkreises Bremervörde, von 1977 bis 1991 stellvertretender Landrat und von 1991 bis 2000 Landrat des vergrößerten Landkreises Rotenburg (Wümme). In dieser Funktion setzte er sich für die Patenschaft des niedersächsischen Landkreises für den ehemaligen Kreis Angerburg in Ostpreußen ein. Aus gesundheitlichen Gründen legte er zum 1. August 2000 seine Ämter nieder.
Brunkhorst war Ende der 1980er bis Mitte der 1990er Jahre Aufsichtsratsvorsitzender der Werbefernsehen und Werbefunkgesellschaft GmbH (NWF), ein Tochterunternehmen des Norddeutschen Rundfunks, heute NDR Media GmbH.
Brunkhorst erlag im Alter von 71 Jahren einer langen und schweren Krankheit.

## Auszeichnungen
- Bundesverdienstkreuz (am Bande)
- Großes Verdienstkreuz des Niedersächsischen Verdienstordens
- Ehrenlandrat des Landkreises Rotenburg (Wümme)
- Ehrenbürgermeister von Sittensen
- 1998: Goldenes Ehrenzeichen der Landsmannschaft Ostpreußen[2]